# 梅川镇 (岷县)
梅川镇，是中华人民共和国甘肃省定西市岷县下辖的一个乡镇级行政单位。

## 行政区划
梅川镇下辖以下地区：
红水村、店子村、红星村、文斗村、杏林村、梅川村、山咀村、牙利村、西坝村、康家村、马场村、茶固村、支支路村、卜子沟村、白阳坡村、鹿扎村、老幼店村、大占寺村、马家沟村、小沟村、兴文村、底固村、他路村、辘辘村、永星村、永光村、方家山村、地不尺村和车路村。